# Kościół Matki Bożej Częstochowskiej w Słońsku
Kościół pw. Matki Bożej Częstochowskiej w Słońsku – rzymskokatolicki kościół parafialny w Słońsku, w gminie Słońsk, w powiecie sulęcińskim, w województwie lubuskim. Należy do dekanatu Kostrzyn. Mieści się przy Placu Wolności.

## Historia
Jest to dawna kaplica zamku joannitów. Reprezentuje architekturę późnogotycką. Wybudowany w latach 1475–1508, przebudowany w latach 1652–1667. W 1818 roku wieża została nadbudowana według projektu Karla Friedricha Schinkla, co nadało jej wygląd przypominający wieże gotyckich świątyń w południowej Anglii.

## Architektura
Budowla halowa, trzynawowa, z poligonalnie zamkniętym chórem i obejściem, z zakrystią od strony północnej. Kościół posiada sklepienie gwiaździste z 1522 roku z późnogotycką polichromią.

## Wyposażenie
Do wyposażenia świątyni należą: ołtarz główny w stylu renesansowym z XVI stulecia, który został przeniesiony z zamku Hohenzollernów w Berlinie, ambona, która została wykonana z czarnego marmuru w 1773 roku, krzesło które jest ozdobione krzyżami joannitów, barokowa chrzcielnica, która pochodzi z 1658 roku, organy z 1845 roku, belka tęczowa z figurą Jezusa Ukrzyżowanego, która została odnowiona w 1995 roku, płyta nagrobna Agnieszki Hochenstein (siostrzenicy baliwa Zakonu Joannitów) oraz okna witrażowe zawierające herby rodowe joannitów poległych w I wojnie światowej.